# 穿青人

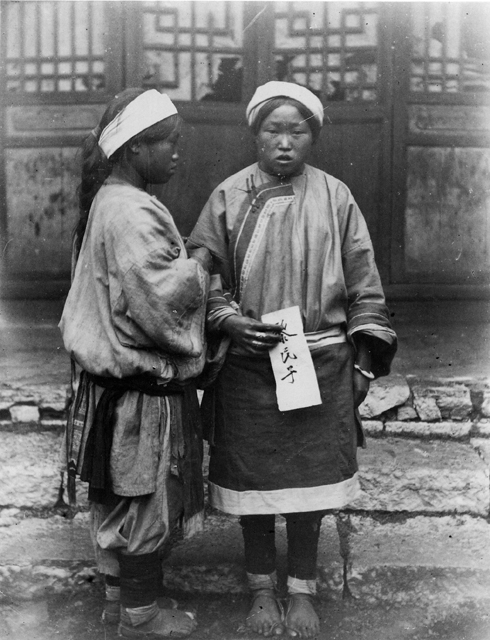
住在朗岱附近、土著化的明代遺民“黎民子（里民子）”。

穿青人，又称川青人、青族，是明朝初年及以后一段时间内进入黔西少数民族地区的汉族移民，主要分布在贵州的偏远山区里，也有一些住在县城，有67万左右，是中国人数最多的自认但是未被承认的民族。大部分穿青人自认为是一个独立的民族。中华人民共和国政府认为穿青人是汉族，但是在某些情况下穿青人可以部分享受少数民族的待遇，并可申领民族標示為穿青人的身份证。

## 历史

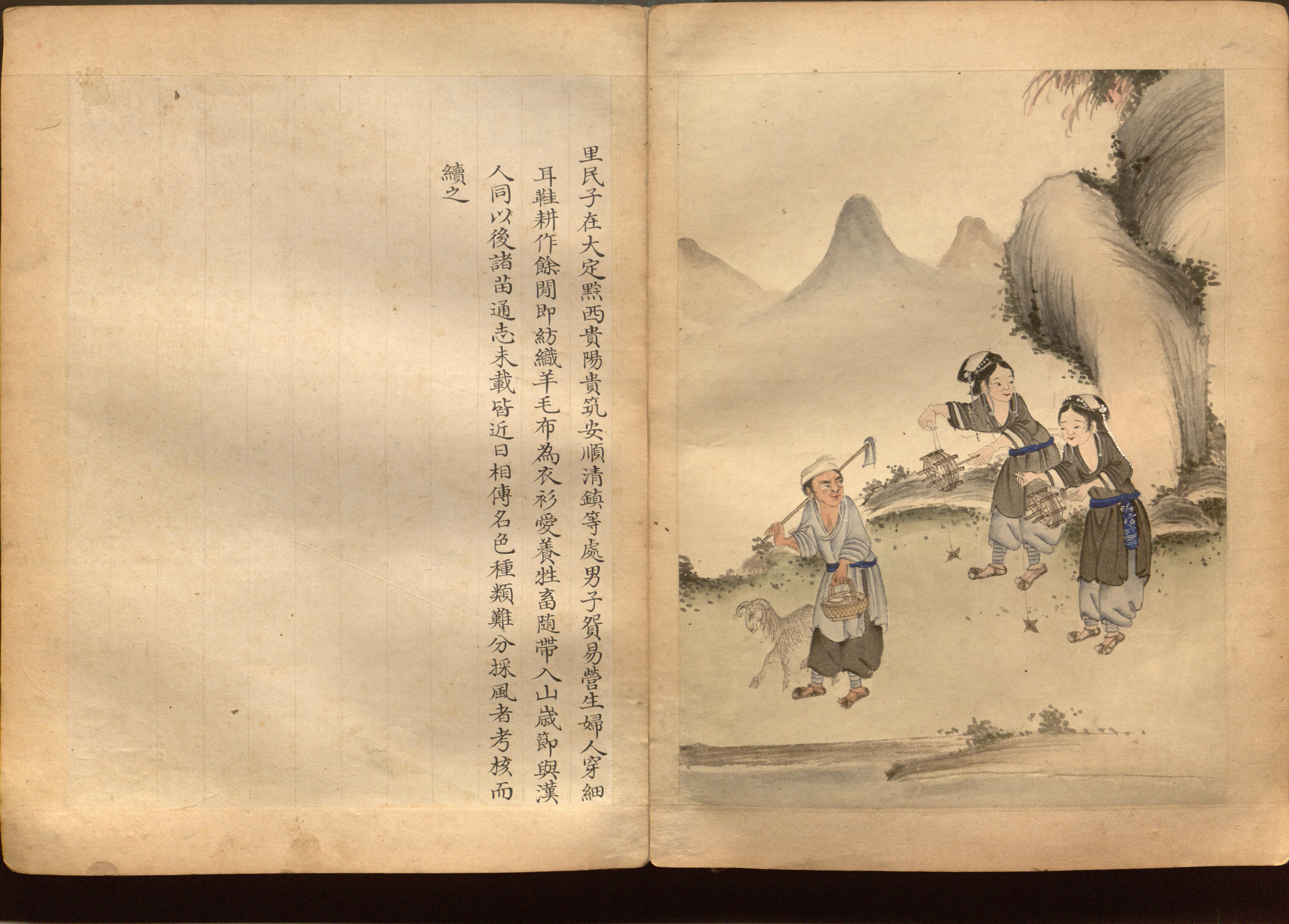
《苗蠻圖冊頁》中的里民子（大定、黔西、貴陽、貴筑、安順、清鎮等處）

民族专家宋蜀华先生为代表的部分学者认为：穿青人是汉族的一支，是明朝朱元璋派傅友德、沐英征讨云南时从江西，江苏等省随军迁移到贵州的。战争结束后，大军就地垦戍，这部分随军汉人（包括军人和他们的家属）留居当地，和当地土著通婚融合，天长日久就成了今天的穿青人。据明朝史志记载，穿青人的族称早期叫“土人”，又叫“里民子”。称为“土人”，是因为他们“居土日久”，是贵州的土著民族，这是以居住的历史状况来称呼的；称为“里民子”，是因为他们先民与早期“里人”（亦泛称“僚”）有关，这些就是其历史源流来称呼的。而穿青人这个名称在官方記載最早见于乾隆《威宁州志》，继后是光绪《平选州续志》和民国《大定县志》、《镇宁县志》、《平坝县志》。《平远州续志》和《大定县志》是在记述同治初年农民起义时提到的，是因其“衣尚青”，所以“又曰穿青”。在《镇宁县志》则把“穿青”作为该县的獨立民族载入史册；在民間記載方面，清康熙三年吴三桂平水西之后流传于民间的木刻唱本《水西传》记有了“穿青”這個民族，並与水西境内的彝族、苗族、仡佬族、龙家人、蔡家人、羿人、白族、仲家(布依族的一支)等八个民族并列，统称“九种夷蛮”。由歷史文獻可知“穿青”这个名称，至迟在清初就有了。

### 识别过程
1953年，中国政府开展了第一次人口普查。两年后，全国人民代表大会民族委员会在贵州组建工作组，由费孝通带头进入穿青人聚居区实地调查。四个多月后工作组完成《贵州省穿青人民族成分调查报告》，判断穿青人是明朝初年及以后一段时间内进入黔西少数民族地区的汉族移民，最终认定穿青人是汉族而不是少数民族。
当时费孝通认为：“迁居到少数民族地区的汉人，前后有若干批。早去的汉人曾经长期和内地隔绝，和后去的汉人，在语言、风俗习惯上有一定的区别，并且受到后去汉人的歧视，因而自认和汉人有区别，在新中国成立后，有人要求承认是少数民族。例如贵州的穿青、广西的六甲等。”同时政府出于民族团结的目的，允许穿青人将民族成分填写为“青”。
1978年9月，费孝通在政协全国委员民族组会议中，重申“穿青是汉人，是汉族中的一部分，并不是少数民族”。同时他强调“必须在政治、经济上对穿青人适当照顾，帮助他们更快地发展起来”。
1981年，贵州省政府开展全省未定民族的识别工作。织金县、纳雍县、大方县民族事务委员会组成工作组，对穿青人民族成分进行第二次调查。1985年2月，工作组在《贵州省穿青人民族成分调查报告》中，提出穿青人是以贵州土著民族为主，与迁入人口融合而生的少数民族。结论“穿青是一个单一的少数民族，不是汉族”。该报告未获政府批准。同年，中国大陆实施身份证制度。次年4月，贵州省政府下发《中共贵州省委常委办公会议纪要》(1986)29号文件，指示穿青、蔡家等人群的民族成分问题“没有明确解决之前，先维持现状。即：凡已经按少数民族对待的仍按少数民族对待，填写民族成分时原来怎么填写仍然怎么填写”。
1990年第四次人口普查后，中国政府正式确认56个民族。穿青人被列为“其他未识别民族”。由於穿青人擁有獨特文化，至今穿青人仍想成為一支獨立民族。同时中国实行的民族政策，使少数民族在政治、生育、教育、就业等方面享有优侍，甚至是司法特权。将穿青人归于汉族，则会丧失这些特权待遇，但一方面优秀人才可以避免天花板效应。
2014年5月上旬，从贵州纳雍县嫁到四川眉山丹棱县的穿青人、23岁的郭丹，拿到的身份证上，“穿青人”三个字写在了身份证的民族一栏里。早前準備加入丈夫的戶口时，在民族欄當中，公安在「常住人口管理信息系統」中找不到穿青這個民族，無法辦理身份證。公安層層上報，最後決定為她在民族一欄選擇「其他」，之後再人手填入「穿青人」，以完成登記、製作身份證。

## 分佈和人口
1954年普选登记，穿青人有約24.8万人。2000年中国第五次人口普查中，自报穿青人有67万左右。主要分布在贵州省西部的毕节、安顺、六盘水、黔南、黔西南五个地州市所属的二十多个县内。毕节地区的织金县、纳雍县各有穿青人20多万，占半数以上。

## 文化
穿青人在节日、婚姻、丧葬等方面的习俗多数与周围民族不同。
大多数集中于织金县和纳雍县，另一些生活在大方县、水城县、关岭县、清镇市、普定县、六枝（特区）县。 彝族称穿青族为Sher tu或Sher feizu，意思是“白皮肤的汉人”或是“吃蛇的汉人”，另有一些当地人称穿青族人为“大脚板”、“大袖子”。 穿青族将自己看作是特别的部族，尽管他们说汉语，从历史上来看他们属于汉族，但是政府将他们列入“未识别的民族”。

### 信仰
穿青人以猴为图腾崇拜。祭祀“五显”兵马是猴类山魈。至今还保持五显坛的信仰。

### 服饰
妇女没有缠脚的习俗。当代，穿青服饰在大部分地区已近消失，只在偏远地区明显可见。

## 语言
穿青人原先使用一种汉语方言，稱“老辈子话”（今仍流行于黔东南及黔南地区），今多普遍使用贵州官话，但多数地区仍有这种方言的痕迹，如“f”变“h”，“ian”变“ie”等，可能与江西、湖北、湖南通行的汉语方言有渊源关系，關於“老辈子話”是否為独立民族语言，目前尚未有明确的证据。